# Vicco (cantante)
Victòria Riba Muns (Tiana, Barcelona, 10 de marzo de 1995), más conocida por su nombre artístico Vicco, es una cantante, compositora y productora española. Saltó a la fama por su participación en el Benidorm Fest 2023 con la canción «Nochentera», quedando en tercera posición en la final. Posteriormente, el sencillo ha sido certificado óctupledisco de platino y ha alcanzado la quinta posición en la lista musical española.

## Biografía
Vicco aprendió a tocar el piano y componer con 9 años. Su madre cantaba cuando era joven y su padre tocaba el bajo, aunque no profesionalmente. A la edad de 11 años, Vicco empezó a cantar y a los 15 años, comenzó a tocar el piano y cantar al mismo tiempo por primera vez.
Vicco comenzó su carrera musical a la edad de 19 años. Antes de convertirse en cantante solista, sus hermanas y ella formaron el grupo musical Carpanta, que cantaba en las celebraciones y compartía sus letras en redes sociales. Fue telonera de Alejandro Sanz y ha participado dos veces en el programa La Marató de TV3: la primera vez en 2014 con el tema «Qué boig el món» junto a Carlos Gómez, vocalista de Lexu's, y en 2019 con la canción «Llum de la vida» con Mariona Castillo y el Coro Joven del Orfeón Catalán.
El 26 de octubre de 2022, se anunció que Vicco participaría en Benidorm Fest 2023, que se llevó a cabo para seleccionar al candidato de España para el Festival de la Canción de Eurovisión 2023. Recibió bastante apoyo en la semifinal y se clasificó para la final como la segunda entrada con mayor puntuación de la noche. Además, su propuesta «Nochentera» fue la canción más escuchada en Spotify de todas las canciones de la edición; en ese momento, ya se había reproducido más de un millón y medio de veces, además de ser el tema más buscado en Shazam y el más utilizado en TikTok. Por este motivo, el Ayuntamiento de Tiana organizó el visionado del final en directo en la Sala Albéniz. No obstante, Vicco quedó en tercer lugar en la final, detrás de Blanca Paloma y Agoney, con 129 puntos. En los meses posteriores al concurso, la canción alcanzó el puesto número cinco en la Lista de Sencillos de España y obtuvo una certificación cuádruple platino por parte de Promusicae.
El 24 de abril de 2024, Vicco publicó en sus redes sociales el anuncio de su primer álbum de estudio que llevará como título Noctalgia. El álbum salió a la venta el 10 de mayo de 2024.

## Discografía

### Álbumes
Álbumes de estudio
- Noctalgia (2024)[26]

EPs
- No me atrevo (2020)

### Sencillos
| Año                                                                            | Título                               | Posiciones en listas | Posiciones en listas | Posiciones en listas | Posiciones en listas | Certificaciones          | Álbum              |
| Año                                                                            | Título                               | ARG                  | ESP                  | PAR                  | PER                  | Certificaciones          | Álbum              |
| ------------------------------------------------------------------------------ | ------------------------------------ | -------------------- | -------------------- | -------------------- | -------------------- | ------------------------ | ------------------ |
| 2020                                                                           | «Por las calles»                     | —                    | —                    | —                    | —                    |                          | Sencillo sin álbum |
| 2020                                                                           | «Un trago de ti» (con Suu)           | —                    | —                    | —                    | —                    | - PROMUSICAE: Oro        | Sencillo sin álbum |
| 2020                                                                           | «Con mucho gusto» (con Bejo)         | —                    | —                    | —                    | —                    |                          | Sencillo sin álbum |
| 2020                                                                           | «TEDM»                               | —                    | —                    | —                    | —                    |                          | Sencillo sin álbum |
| 2021                                                                           | «Quédate»                            | —                    | —                    | —                    | —                    |                          | Sencillo sin álbum |
| 2021                                                                           | «Puedes contar conmigo»              | —                    | —                    | —                    | —                    |                          | Sencillo sin álbum |
| 2021                                                                           | «Autocine»                           | —                    | —                    | —                    | —                    |                          | Sencillo sin álbum |
| 2022                                                                           | «Memoria de pez»                     | —                    | —                    | —                    | —                    |                          | Sencillo sin álbum |
| 2022                                                                           | «Nochentera» (solo o remix con Lali) | —                    | 5                    | 71                   | 13                   | - PROMUSICAE: 9× Platino | Noctalgia          |
| 2023                                                                           | «Me muero x ti»                      | —                    | —                    | —                    | —                    |                          | Noctalgia          |
| 2023                                                                           | «Todo me da igual»                   | —                    | —                    | —                    | —                    |                          | Noctalgia          |
| 2023                                                                           | «Te quiero» (con Abraham Mateo)      | —                    | 87                   | —                    | —                    | - ESP: Oro               | Noctalgia          |
| 2024                                                                           | «La vuelta al mundo»                 | —                    | —                    | —                    | —                    |                          | Noctalgia          |
| 2024                                                                           | «Volver a Nacer»                     | —                    | —                    | —                    | —                    |                          | Noctalgia          |
| 2024                                                                           | «Viento» (con Gabry Ponte)           | —                    | —                    | —                    | —                    |                          | Sencillo sin álbum |
| 2024                                                                           | «Engatusao =^.^=»                    | —                    | —                    | —                    | —                    |                          | Sencillo sin álbum |
| «—» indica que el sencillo no fue lanzado o no se posicionó en ese territorio. |                                      |                      |                      |                      |                      |                          |                    |

| Año  | Título         | Álbum     |
| ---- | -------------- | --------- |
| 2024 | «Como Britney» | Noctalgia |
| 2024 | «Sorteo»       | Noctalgia |

2025
Bailar y Llorar
Stic Paprika
RAMPIPAMPI (with Ms Nina, Químico Ultra Mega)
Notas
1. ↑  «Nochentera (Remix)» no ingresó en el Billboard Argentina Hot 100 pero se posicionó en el puesto 12 del Top 20 General Argentina de Monitor Latino.[32]

## Premios y nominaciones
| Año  | Premio             | Categoría                        | Trabajo      | Resultado | Ref.          |
| ---- | ------------------ | -------------------------------- | ------------ | --------- | ------------- |
| 2023 | LOS40 Music Awards | Mejor artista o grupo revelación | Ella misma   | Ganadora  | [ 36 ] [ 37 ] |
| 2023 | LOS40 Music Awards | Mejor canción                    | «Nochentera» | Nominada  | [ 36 ] [ 37 ] |
| 2024 | Premios Odeón      | Canción del año                  | «Nochentera» | Ganadora  | [ 38 ]        |
| 2024 | Premios Odeón      | Artista revelación pop           | Ella misma   | Ganadora  | [ 38 ]        |